# Schweizerischer Verband für allgemeinbildenden Unterricht
Der Schweizerische Verband für allgemeinbildenden Unterricht (SVABU; französisch  Union Suisse de l’enseignement de la Culture Générale (USEBG), italienisch Unione Svizzera per l’insegnamento della cultura generale (USICG)) ist der Berufsverband der Lehrpersonen für Allgemeinbildenden Unterricht (ABU) in der Schweiz. Er wurde 1984 gegründet.
Durch den SVABU werden die standespolitischen Interessen der Lehrpersonen national vertreten. Er tritt als Verhandlungspartner des Staatssekretariat für Bildung, Forschung und Innovation (SBFI) auf. Über den Einsitz in Gremien wie der ABU-Kommission des SBFI und der Eidgenössischen Kommission für Berufsbildungsverantwortliche (EKBV) beteiligt er sich an der  Weiterentwicklung und der Qualitätssicherung des Allgemeinbildenden Unterrichts.
Er arbeitet auch mit den Aus- und Weiterbildungsstätten von ABU-Lehrpersonen (Eidgenössisches Hochschulinstitut für Berufsbildung (EHB), Ostschweizer Kompetenzzentrum für Berufsbildung (OKB), Pädagogische Hochschule Zürich (PHZH)) und Berufsverbänden zusammen. Dem Schweizerischen Verband für beruflichen Unterricht (BCH) gehört er als Fachsektion an.